# Doleroserica gentilis
Doleroserica gentilis är en skalbaggsart som beskrevs av Louis Albert Péringuey 1904. Doleroserica gentilis ingår i släktet Doleroserica och familjen Melolonthidae. Inga underarter finns listade i Catalogue of Life.